# Climax (Georgia)
Climax – miasto w Stanach Zjednoczonych, w stanie Georgia, w hrabstwie Decatur.